# Татур, Сергей Петрович
Сергей Петрович Татур (родился 1 августа 1937, Ташкент) — узбекский писатель, член союза писателей Узбекистана.

## Биография
Сергей Татур родился в семье землеустроителей Татура Петра Кузьмича и Рисслинг Елены Яковлевны. 
По образованию инженер-гидротехник. По профессии работал шесть лет, потом в течение 13 лет — журналистом в газете «Правда Востока». Пять лет работал главным редактором журнала «Звезда Востока» и довёл его тираж до 212 тысяч экземпляров. По тиражу «Звезда Востока» в 3-4 раза превосходила соответствующие литературно-художественные журналы Украины, Белоруссии, Казахстана. Автор 150 рассказов, 40 романов и повестей (опубликована из них незначительная часть). Все его произведения так или иначе переплетаются с личной жизнью автора.
Член союза писателей Узбекистана.

## Произведения
- «Периферия» — роман повествующий о должностных лицах, которые злоупотребляют своим служебным положением, на благо себе, а не общества.
- «Стена» — повесть.
- «Тал-Арык остаётся в детстве» — повесть.